# Aya Takeuchi
Aya Takeuchi (5 de agosto de 1986) é uma jogadora de rugby sevens japonesa.

## Carreira
Aya Takeuchi integrou o elenco da Seleção Japonesa de Rugbi de Sevens Feminino, na Rio 2016, que foi 10º colocada.